# Pietro Bazzanti
Pietro Bazzanti (Florencia, Toscana, Italia, 1842 - ¿?, Italia, 1881) fue un escultor italiano del siglo XIX. Creador de diversas esculturas en la tradición escultórica grecorromana que surge en el siglo XIX.

## Biografía
Nace en Florencia, Italia en el año de 1842, hijo del escultor Nicolò Bazzanti.
Al artista se le relaciona con escultores como Cesare Lapini, Ferdinando Vichi y Guglielmo Pugi quienes ejecutaron obras con la inscripción: Galleria Bazzanti en donde mostraron temas de género, la captación de la vida pastoral y nacional de Italia. A su vez recrearon esculturas de los grandes escultores italianos.

## Obras
- Pareja de campesinos
- El Tiempo es precioso
- Andrea Orcagna (1843)
- Los luchadores (c 1851 - 1881) 193.2 x 126.5 x 89.1 cm, Museo Soumaya, México.